# Vatikanstatens flag
Vatikanstatens flag er kvadratisk og består af et gult og et hvidt felt. I det hvide felt ses Apostelen Peters nøgler, som symboliserer nøglerne til himmelriget, kronet af den pavelige tiara. I heraldisk sammenhæng repræsenterer gult og hvidt metallerne guld og sølv.
En anden tolkning indebærer, at den venstre guldnøgle er et symbol for magten i himmelen, mens den højre "sølvnøgle" er et symbol på magten på jorden.

## Eksternt link
- Vatican City (Holy See) - Part I på Flags of the  World

| Flag | Spire Denne artikel om flag eller vexillologi er en spire som bør udbygges. Du er velkommen til at hjælpe Wikipedia ved at udvide den. |